# Sûreté du typage
 (octobre 2023).
Si vous disposez d'ouvrages ou d'articles de référence ou si vous connaissez des sites web de qualité traitant du thème abordé ici, merci de compléter l'article en donnant les références utiles à sa vérifiabilité et en les liant à la section « Notes et références ».
La sûreté du typage est un principe permettant d'améliorer la qualité de la programmation. Dans les langages à typage statique, l'un des objectifs est d'intercepter les erreurs de type de données lors de la compilation.
Un type peut être vu comme un ensemble de valeurs et un ensemble d'opérateurs.

## Principe de substituabilité
La programmation objet a introduit [Quand ?] les notions d'objets, messages, classes, héritage.
Il est tentant de faire coller les classes à des types. La plupart des langages à objets font ce rapprochement, et imposent, pour bénéficier d'un typage sûr, le principe de substituabilité sur les classes dérivées d'une super-classe.